# Aeroportul Maquinchao
Aeroportul Maquinchao (IATA: MQD, ICAO: SAVQ) este un aeroport din Provincia Río Negro, Argentina ce deservește zona Maquinchao⁠(d). A fost numit după zona deservită.
Situat la o altitudine de 876 m, aeroportul dispune de o singură pistă.